# Patrick Blondeau
Pour les articles homonymes, voir Blondeau.
 (janvier 2022).
Si vous disposez d'ouvrages ou d'articles de référence ou si vous connaissez des sites web de qualité traitant du thème abordé ici, merci de compléter l'article en donnant les références utiles à sa vérifiabilité et en les liant à la section « Notes et références ».
Patrick Blondeau, né le 27 janvier 1968 à  Marseille, est un footballeur international français qui évoluait au poste de latéral droit.

## Biographie

### Carrière de footballeur
Formé au FC Courtry, il commence sa carrière professionnelle à Martigues, en Division 2. Il joue ensuite pendant 8 saisons en Division 1 avec le club de l'AS Monaco. Avec le club monégasque, il est champion de France en 1997. Il s'illustre également dans les différentes compétitions européennes, en étant presque à chaque fois éliminé par des équipes italiennes. Il est ainsi demi-finaliste de la Coupe des coupes en 1990 (défaite face à la Sampdoria Gênes), demi-finaliste de la Ligue des champions en 1994 (défaite face au Milan AC), et enfin demi-finaliste de la Coupe de l'UEFA en 1997 (défaite contre l'Inter Milan). Il inscrit son seul but en Coupe d'Europe le 20 novembre 1996, contre le club allemand du Hambourg SV, à l'occasion des huitièmes de finale de la Coupe de l'UEFA.
C'est au cours de son passage sur le rocher que Patrick Blondeau se voit sélectionner par Aimé Jacquet en équipe de France. Il joue à cet effet deux matchs amicaux lors de l'année 1997, contre le Portugal et la Suède. Après le titre de champion de France obtenu avec Monaco, il rejoint le club anglais de Sheffield Wednesday, en Premier League. Toutefois, au bout de seulement six mois, il retourne en France, aux Girondins de Bordeaux. Avec le club bordelais, il joue une finale de Coupe de la Ligue, en étant battu aux tirs au but par le PSG.
Blondeau change ensuite une nouvelle fois de club en signant à l'issue de la saison en faveur de l'Olympique de Marseille. Il jouera 3 saisons sous les couleurs olympiennes. Avec cette équipe, il atteint la finale de la Coupe de l'UEFA en 1999 (défaite 3-0, une nouvelle fois contre une équipe italienne : le FC Parme).
Patrick Blondeau retourne ensuite jouer pendant une saison en Angleterre, à Watford, club de deuxième division. Il termine sa carrière professionnelle à l'US Créteil-Lusitanos, en Ligue 2.
Le bilan de Patrick Blondeau en championnat est de 215 matchs en Ligue 1, pour 2 buts marqués, 129 matchs en Ligue 2, pour un but marqué, et 31 matchs dans les championnats anglais. Dans les compétitions européennes, son total s'élève à 12 matchs en Ligue des Champions (C1), 9 en Coupe des coupes (C2), et enfin 19 en Coupe de l'UEFA (C3).
Après sa carrière de joueur, Patrick Blondeau devient directeur sportif de l'US Créteil-Lusitanos.
Il devient également collabo d'agent de joueur. Il est accusé par Yohan Mollo d'escroquerie en compagnie de Franck Bichon (Agent). Le procès de cette affaire a eu lieu en septembre 2022 au tribunal correctionnel de Marseille. Patrick Blondeau sera relaxé dans cette affaire. 
 puis en novembre 2023.

### Vie privée
Il a été marié à Véronika Loubry, ancienne animatrice de télévision, avec laquelle il a deux enfants : Thylane et Ayrton. Ils se séparent en 2016 après plus de 10 ans de vie commune.[réf. nécessaire]

### Affaires judiciaires
En mai 2022, le footballeur Yoann Mollo annonce avoir été escroqué de 98% (10 à 15 millions d'euros) de ses gains durant les 10 ou 12 ans par Patrick Blondeau et Franck Bichon qui jouaient le rôle d'agents pour lui, affaire jugée le 23 mai 2022 puis en novembre 2023.
Patrick Blondeau a été relaxé dans cette affaire.

## Statistiques

### Match internationaux
| Matchs internationaux de Patrick Blondeau | Matchs internationaux de Patrick Blondeau | Matchs internationaux de Patrick Blondeau | Matchs internationaux de Patrick Blondeau | Matchs internationaux de Patrick Blondeau | Matchs internationaux de Patrick Blondeau | Matchs internationaux de Patrick Blondeau                 |
| #                                         | Date                                      | Lieu                                      | Adversaire                                | Résultat                                  | Compétition                               | Notes                                                     |
| ----------------------------------------- | ----------------------------------------- | ----------------------------------------- | ----------------------------------------- | ----------------------------------------- | ----------------------------------------- | --------------------------------------------------------- |
| 1                                         | 22 janvier 1997                           | Estádio 1.º de Maio (pt), Braga, Portugal | Portugal                                  | V 2 - 0                                   | Match amical                              | Entre en jeu à la place de Robert Pirès à la 78e minute.  |
| 2                                         | 2 avril 1997                              | Parc des Princes, Paris, France           | Suède                                     | V 1 - 0                                   | Match amical                              | Entre en jeu à la place de Lilian Thuram à la 67e minute. |

## Palmarès
- Champion de France en 1997 avec l'AS Monaco
- Finaliste de la Coupe de l'UEFA en 1999
- Vice-champion de France en 1999 avec l'Olympique de Marseille
- Finaliste de la Coupe de la Ligue en 1998 avec les Girondins de Bordeaux
- Membre de l'équipe-type de Division 1 en 1997

### En équipe de France
- 2 sélections en 1997